# Бурангулово (Давлекановський район)
Бурангу́лово (рос. Бурангулово, башк. Буранғол) — село у складі Давлекановського району Башкортостану, Росія. Входить до складу Кідрячевської сільської ради.
Населення — 309 осіб (2010; 306 в 2002).
Національний склад:
- башкири — 97 %

## Видатні уродженці
- Акімбетова Гайша Мустафинівна — радянська колгоспниця і партійний діяч.